# Optische Kommunikation
Optische Kommunikation ist die Übertragung von Daten mit Hilfe von Licht. Das Frequenzspektrum reicht vom sichtbaren Licht bis in das nahe und mittlere Infrarot. Terrestrisch werden die Daten mittels Lichtwellenleitern in Glasfasernetzen übertragen. Ein anderer Bereich der optischen Kommunikation ist die optische Freiraumkommunikation, bei der die Daten auf einen Laserstrahl aufmoduliert und auch über größere Entfernungen durch den freien Raum, also nicht fasergebunden, übertragen werden.

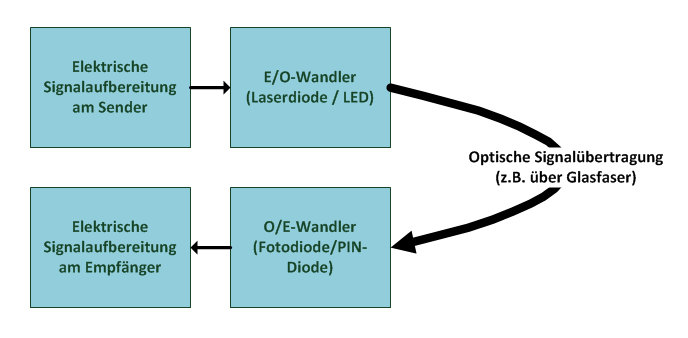
Allgemeines Schema der optischen Datenübertragung

## Entdeckung von Licht als Nachrichtenübermittler und optische Datenübertragungssysteme
Schon früh erkannte der Physiker Alexander Graham Bell die Eigenschaften des Lichts für das von ihm entwickelte Photophon. Es gilt als erstes Prinzip zur optischen Kommunikation und verwendete ein Bündel von Lichtstrahlen zur Übertragung der menschlichen Sprache. Eine weitere Form, die man zur optischen Datenübertragung bzw. zur optischen Übertragung von Informationen hinzuzählen kann, ist das sogenannte Lichtmorsen, wie es in der Seefahrt genutzt wird. Die Information wird hierbei ähnlich wie bei der digitalen Übertragung dadurch übertragen, dass ein Wechsel zwischen eingeschaltetem und ausgeschaltetem Licht stattfindet.
Optische Datenübertragungssysteme bezeichnen Datenübertragungssysteme, die Licht als Träger für Informationen verwenden. Sie sind generell mit herkömmlichen Übertragungssystemen auf metallischer Basis vergleichbar, erfordern aber zusätzliche komplexe Technik zur Modulierung der Information auf den breitbandigen Informationsträger Licht.

## Geschichte

### Motivation

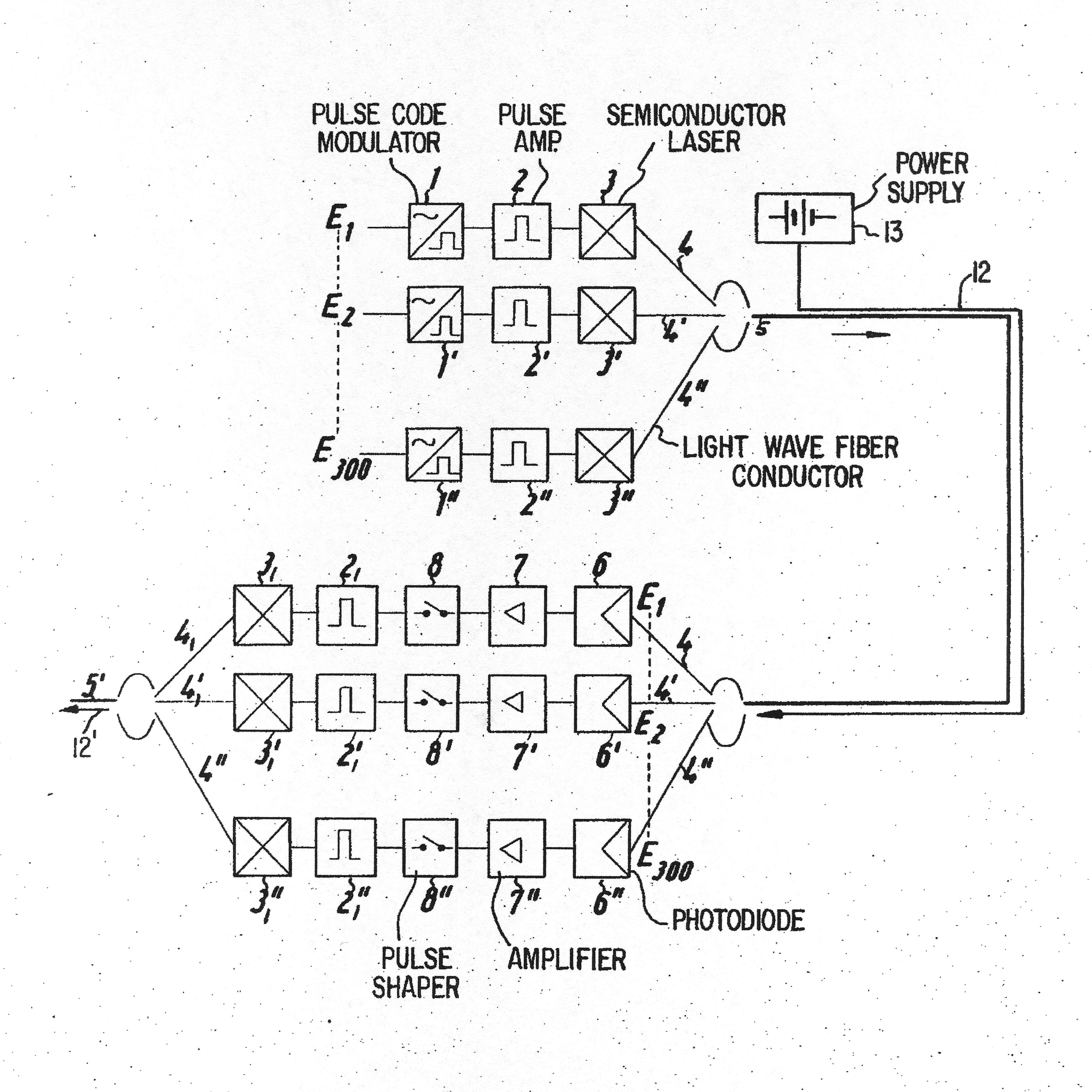
System zur Nachrichtenübertragung mittels Laserdiode, Glasfaser und Photodiode aus dem Patent von Manfred Börner.

Die von Manfred Börner bei der Firma Telefunken in Ulm entwickelte Technik eines „mehrstufigen Übertragungssystems für in Pulscodemodulation dargestellte Nachrichten“ war die bahnbrechende Entwicklung in der optischen Nachrichtentechnik überhaupt. Börners Leistung bestand darin, den Nutzen der vorhandenen technischen Komponenten wie Halbleiterlaser, Glasfasern und Photodioden für die Datenübertragung zu erkennen und sie zu einem Übertragungssystem zu kombinieren, welches analoge Signale in einer Sendeeinheit in digitale Signale umwandelt, diese einem optischen Sender aufmoduliert und die entstehenden Lichtimpulse in einen Lichtwellenleiter einstrahlt. Damit diese Technik für Weitverkehrsnetze interessant wurde, musste durch die Entwicklung und den Einbau von Verstärkern die Dämpfung der auftretenden Signalverluste kompensiert werden. Dieses von Manfred Börner entworfene Prinzip hat sich bis in die heutige Zeit durchgesetzt, weshalb die meisten technischen Entwicklungen im Bereich der optischen Datenübertragung auf seiner Erfindung aufbauen.
Im Dezember 1966 meldete er seine Erfindung für die Firma Telefunken als „Mehrstufiges Übertragungssystem für in Pulscodemodulation dargestellte Nachrichten“ zum Patent an. Es wurde eineinhalb Jahre später, im Mai 1968, offiziell anerkannt. Anhand einer für den Patentantrag erstellten, schematischen Zeichnung kann Börners System in drei grundsätzliche Bestandteile eingeteilt werden:
- Sendeeinheit
- Übertragungseinheit
- Verstärker und Empfangseinheit.

### Sendetechnik

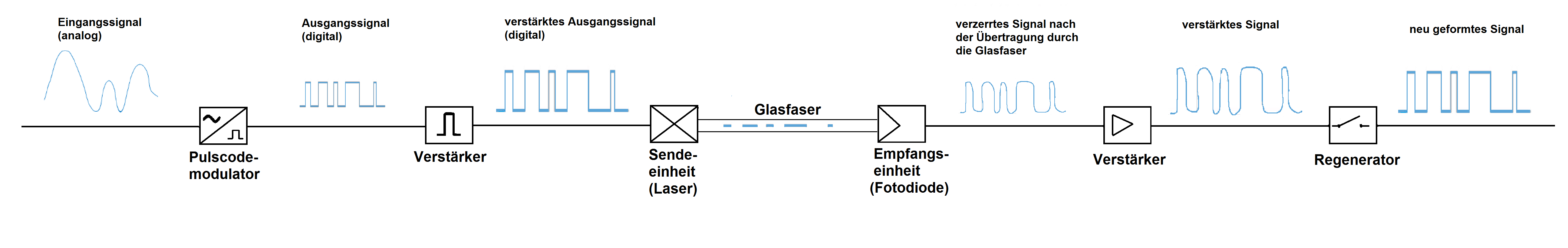
Übertragungsstrecke

Die Sendetechnik beschreibt Börner in der Patentanmeldung zu seinem Übertragungssystem folgendermaßen:

„In den Kanälen E1 bis E300 werden trägerfrequente Gesprächsgruppen von je 1200 frequenzmäßig aneinandergelegten, 4 kHz breiten Kanälen 300 getrennten Codierstufen 1, 1', 1" angeboten. In den Codierstufen wird die Nachricht mit Hilfe von Impulsen abgetastet und die gefundenen Abtastamplitudenstufen in üblicher Weise zur Darstellung von Impulsgruppen verwendet. Diese Impulsgruppen werden in Leistungsstufen 2, 2', 2" so verstärkt, dass[sic] sie zur Ansteuerung von Halbleiterlasern 3, 3', 3" dienen können, und jeder dieser 300 Halbleiterlaser regt seinerseits wieder einen Lichtwellenleiter 4, 4', 4" einer Mehrfachleitung 5 an.“

Nach dieser Beschreibung verwendet Börner hierbei 300-mal dasselbe Verfahren, um 300 Glasfasern, die in einem Mehrfaserkabel gebündelt sind, als optisches Datenübertragungsmedium nutzen zu können. Damit verdeutlicht er, dass dieses Verfahren für jede einzelne Faser extra durchgeführt werden muss, da jede Faser eine vollständig eigenständige Übertragung darstellt die lediglich in dem Mehrfaserkabel gebündelt ist. In jedem der 300 Codierer werden 1200 je 4 kHz breite Kanäle in Form von trägerfrequenten analogen Signalen mithilfe von Puls-Code-Modulation in digitale Binär-Codewörter umgewandelt. Hierbei wird das trägerfrequente analoge Signal abgetastet. Es wird dabei abgeflacht und in ein zeitdiskretes, also zu bestimmten Zeitpunkten abgestuftes PAM-Signal umgewandelt, welches auf festgelegten Spannungsstufen verläuft. Damit aus diesem PAM-Signal ein Binär-Codewort entsteht, müssen diese Spannungsstufen einzelnen Binären-Codewörtern zugeordnet werden. Man bezeichnet diesen Schritt als Quantisierung. Je mehr Bits für die Quantisierung bereitgestellt werden, desto feiner können die Spannungsstufen eingeteilt werden. Mit z. B. 4 Bits können 7 Stufen positiv sowie negativ dargestellt werden. Das erste Bit legt hierbei das Vorzeichen des Spannungswertes fest. Bei diesem Vorgang der Digitalisierung wird aus einem analogen Signal ein digitales 4 Bit langes Codewort mit Nullen und Einsen erstellt.
Damit diese digitalen Signalimpulse mittels elektrisch-optischen Wandlern dem Licht aufmoduliert werden können, müssen die Impulse verstärkt werden, um eine ausreichend starke abgegebene Lichtleistung für die Übertragung zu erhalten. So genannte E/O-Wandler können optische Sender wie LEDs oder Laserdioden sein. Für komplexere Verfahren werden jedoch externe Modulatoren, die den optischen Sendern nachgeschaltet sind, verwendet.  Als optische Sender werden für kleinere Übertragungsstrecken LEDs verwendet, da sie wesentlich billiger und einfacher zu beschalten sind als Halbleiterlaserdioden. Ihr Nachteil liegt darin, dass LEDs Flächenstrahler sind, d. h., sie strahlen ungerichtetes Licht aus. Deshalb sind sie für eine Weitverkehrsübertragung mit Singlemode-Fasern nicht geeignet. Halbleiterlaser werden dagegen heute in Systemen eingesetzt, die eine Übertragungsrate von mehr als 1 Gbit/s benötigen, oder wenn ein Weitverkehrsnetz betrieben werden soll. Sie haben gegenüber der LED den Vorteil, dass sie Kantenstrahler sind, senden dadurch nur auf einer Schwingungsebene und können wegen ihrer technischen Funktionsweise geringere Schaltzeiten und damit eine wesentlich größere Bandbreite erreichen. Doch stellten gerade Laser zur damaligen Zeit noch ein großes Problem dar, sie waren sehr temperaturempfindlich und hatten dadurch eine nur sehr geringe Lebensdauer. Ein Großteil der Forschung in der Optoelektronik konzentrierte sich in den Folgejahren auf den Laserbereich. Noch 1974 bezeichnete Börner in einem Fachreferat das Problem der Lebensdauer als ungelöst, es würden typischerweise nur 1000 Stunden pro Bauteil erreicht. Er betonte aber auch, dass eine Optimierung der Temperatur- und Spannungseinflüsse zum Erfolg führen könnte.  In seinem Patent gibt Börner auch keinerlei konkrete Methode zur Einstrahlung des Laserlichts in die Faser an. Erste Steckertypen entstanden Mitte der 1970er Jahre und gegen Ende jenes Jahrzehnts wurde mit dem F-SMA der erste Typ von der IEC international standardisiert.

### Übertragungsmedium und Verstärker
Im Unterschied zu anderen Lösungsansätzen anderer Forschungsgruppen verwendete Börner keinen innenverspiegelten Hohlleiter und er versuchte auch nicht, optische Signale über die Luft zu übertragen. Er entwickelte ein System, das auf Glasfasern, sogenannten Lichtwellenleitern aufbaut. Diese können im Gegensatz zu Hohlleitern relativ unkompliziert in beliebigen Kurven und Bahnen verlegt werden und sind durch ihren geringen Durchmesser von ca. 250 µm sehr platzsparend. Der Lichtwellenleiter wurde erst 1960 durch die Erfindung des Lasers für informationstechnische Aufgaben interessant, da hierdurch der enorme Lichtverlust, welcher bei normaler Lichteinstrahlung (siehe auch Numerische Apertur) in eine Glasfaser auftritt, durch die gebündelte Einstrahlung und ausnutzen der Totalreflexion wegfiel. Börner nutzte die bis dahin gemachten technischen Entwicklungen und vereinte sie zum ersten „optoelektronischen Lichtwellenleiter-System“. In seinem Patentantrag beschreibt er zwei grundsätzlich verschiedene Arten von Lichtwellenleitern. Der von Börner so bezeichnete „Lichtwellen-Mod-Faserleiter“ ist heute besser bekannt unter dem Namen Singlemode- oder Monomodefaser. Dieser Fasertyp ist bis heute der technisch hochwertigste und in der Herstellung anspruchsvollste Fasertyp. Durch den geringen Kerndurchmesser von 9 µm ist sichergestellt, dass sich in ihm keine weiteren Lichtmoden ausbreiten. Die zweite Art, die er in seinem Patent aufführt, sind „Lichtwellen-Intensitäts-Fasern“. In diesen Fasern, welche heute einen Kerndurchmesser von meist 62,5 µm oder 50 µm aufweisen und als Multimode-Fasern bezeichnet werden, breiten sich mehrere Moden aus, so dass beim Empfänger eine Mischung verschiedener Wellentypen ankommt. Diese Fasern haben allgemeinen eine stärkere Impulsverformung und eine größere Dämpfung. Börner sah den Einsatzzweck dieser preisgünstigeren Fasern in Bereichen, wo ohnehin eine größere Verzweigungsdichte von Verstärkern herrschen müsse, um Abzweigungen zu schaffen. Dort würde sich die Impulsverformung auf kurzen Distanzen weniger bemerkbar machen. Heute werden Multimodefasern größtenteils nur noch auf Firmengeländen oder innerhalb von Gebäuden verwendet.
Da in beiden Faserarten Dämpfung und Impulsverformung auftritt, entwickelte Börner ein Verstärkersystem. Es besteht aus einem Empfängermodul, einem Regenerator und einem Sendemodul. Der Regenerator nimmt die verformten Impulse, die noch als solche zu erkennen sind, auf und bildet daraus frische Impulse. Diese werden im Sendemodul wieder verstärkt und mit Halbleiterlasern in die 300 Fasern der Mehrfaserleitung eingespeist. Heutige Verstärker, wie sie zum Beispiel in interkontinentalen Seekabeln eingesetzt werden, sind ausschließlich rein optische Verstärker, welche die optischen Signale nicht zuerst wieder in elektrische Signale umwandeln, sondern lediglich das optische Signal auffrischen und neu formen. In LAN-Rechnernetzen, die aus Lichtwellenleiter-Strecken bestehen, werden auch heute noch Verstärker, die nach Börners Prinzip arbeiten, eingesetzt. Da Verstärker elektrische Energie benötigen, ist es gerade in großen Mehrfachleitungen wie etwa Seekabeln unabdingbar, Kupferdrähte oder Kupferummantelungen für die Energieversorgung mitzuführen.

### Empfangstechnik
Die Empfangstechnik wird von Börner nicht direkt beschrieben. Aus der Beschreibung der Funktionsweise des Verstärkers ist erkennbar, dass die ersten drei Bauteile des Verstärkers, die Photodiode, Verstärker und Impulsregenerator, dem Empfängermodul entsprechen. Börner geht in seinem System davon aus, dass ein Signal bzw. die Lichtintensität nach einer Strecke von mehreren Hundert Metern ohne Zwischenverstärkung noch groß genug ist, damit Empfänger es als solches noch identifizieren können. Damit ist gemeint, dass die durch Dämpfung geschwächten und durch Dispersion in die Breite verformten Impulse an Intensität verloren haben, aber das Signal-Rausch-Verhältnis am Impulsregenerator immer noch groß genug ist um ein Signal vom Rauschen der Photodioden und Verstärker zu unterscheiden. Photodioden sind lichtempfindliche Halbleiterelemente die auftreffendes Licht in einen elektronischen Stromfluss umwandeln. Die in Form von Lichtimpulsen auftreffenden Signale werden so in einen elektrischen Impuls umgeformt. Da die Lichtintensität beim Empfang jedoch nur noch sehr gering ist, entstehen schwache elektrische Signale, die von einem nachgeschalteten Verstärker wieder aufgefrischt werden und die Signalimpulse wieder neu geformt werden. Was mit den immer noch digitalen Signalen am Empfänger geschieht, wird von Börner bewusst nicht mehr erwähnt. Je nach Anwendungsart werden die Signale dort digital weiterverarbeitet oder mit einem Demodulationsverfahren wieder in das ursprüngliche analoge Signale umgeformt, wie zum Beispiel bei einer analogen Telefonverbindung.

## Entwicklung der optischen Kommunikation
Die optische Datenübertragung in Form von Glasfasertechnik musste sich zunächst gegenüber dem bewährten elektrischen System auf Kupferbasis profilieren und sich mit diesem vergleichen lassen. So dauerte es noch über ein Jahrzehnt, bis das 1965 auf Laborbasis erforschte Glasfasersystem die Marktreife erlangen konnte. Der Kupferleiter war daher zunächst weitere Jahre erste Wahl im Bereich der festverbundenen Datenübertragung. Diesen Sachverhalt beschrieb Manfred Börner 1976 in einem Artikel mit den Worten:

„Um manche Einzelheit der Lichtleitfaser-Nachrichtentechnik wird noch gerungen: Die Koppel- und Spleißtechnik muss[sic] aus dem Laborstand in eine einem raueren[sic] Betriebsklima angepasste Technik überführt werden, Bauelemente (Laser, Empfangsdioden) müssen auf ihre jeweilige Anwendung optimiert werden. Die Laserdiode muss[sic] vor allem in ihrer Lebensdauer noch weiter verbessert werden.“

Es entfaltete sich ab den 1960er Jahren ein Wettrennen der Forschung in verschiedensten Bereichen der Optoelektronik. Die beiden wichtigsten waren wohl die Glasfaserforschung an sich und die Lasertechnik. 1970 wurden am „Joffe-Institut“ in St. Petersburg zum ersten Mal Laserdioden kontinuierlich bei Raumtemperatur betrieben. Im selben Jahr präsentierte die Firma Corning das erste verlustarme Glasfaserkabel, kurz darauf konnte Charles K.Kao von der ITT in England ein Kabel mit einer Übertragungsrate von damals schon 100 Mbit/s entwickeln. 1973 konterte Corning mit einem Kabel von 2 dB/km Dämpfung, dieser Wert konnte bis 1979 auf 0,7 dB/km verringert werden. Im Jahre 1976 wurde ein nur 1,27 cm dickes Glasfaserkabel vorgestellt, welches 144 einzelne Glasfasern beinhaltete. Über dieses Kabel konnten für damalige Verhältnisse unvorstellbare 50.000 Telefongespräche abgewickelt werden, entwickelt wurde es von den damals auch in der Laserforschung stark vertretenen Bell-Laboratories. Gegen Ende der 1970er Jahre war dann auch die Lasertechnik mit einer Lebensdauer von einigen 1000 Stunden so weit, dass überall auf der Welt erste kommerzielle Versuchsstrecken aufgebaut wurden. Im April 1977 war die „General Telephone and Electronics“ aus Kalifornien das erste Unternehmen, welches Telefonverbindungen über eine Glasfaser mit 6 Mbit/s abwickelte. Erste Versuche in Deutschland wurden 1978 von der Deutschen Bundespost auf einer Strecke von 4,3 km mit 34 Mbit/s durchgeführt.  Von diesem Zeitpunkt an war die optische Datenübertragung auf dem Vormarsch und schon wenige Jahre später hatten sämtliche Industrienationen Glasfaserverbindungen für ihre Weitverkehrsnetze installiert. 1986 wurde mit dem letzten großen Meilenstein dann auch der Bereich der Seekabel erschlossen, am 30. Oktober ging damals eine Glasfaserverbindung durch den Ärmelkanal in Betrieb.

## Stand der Technik in der optischen Freiraumkommunikation

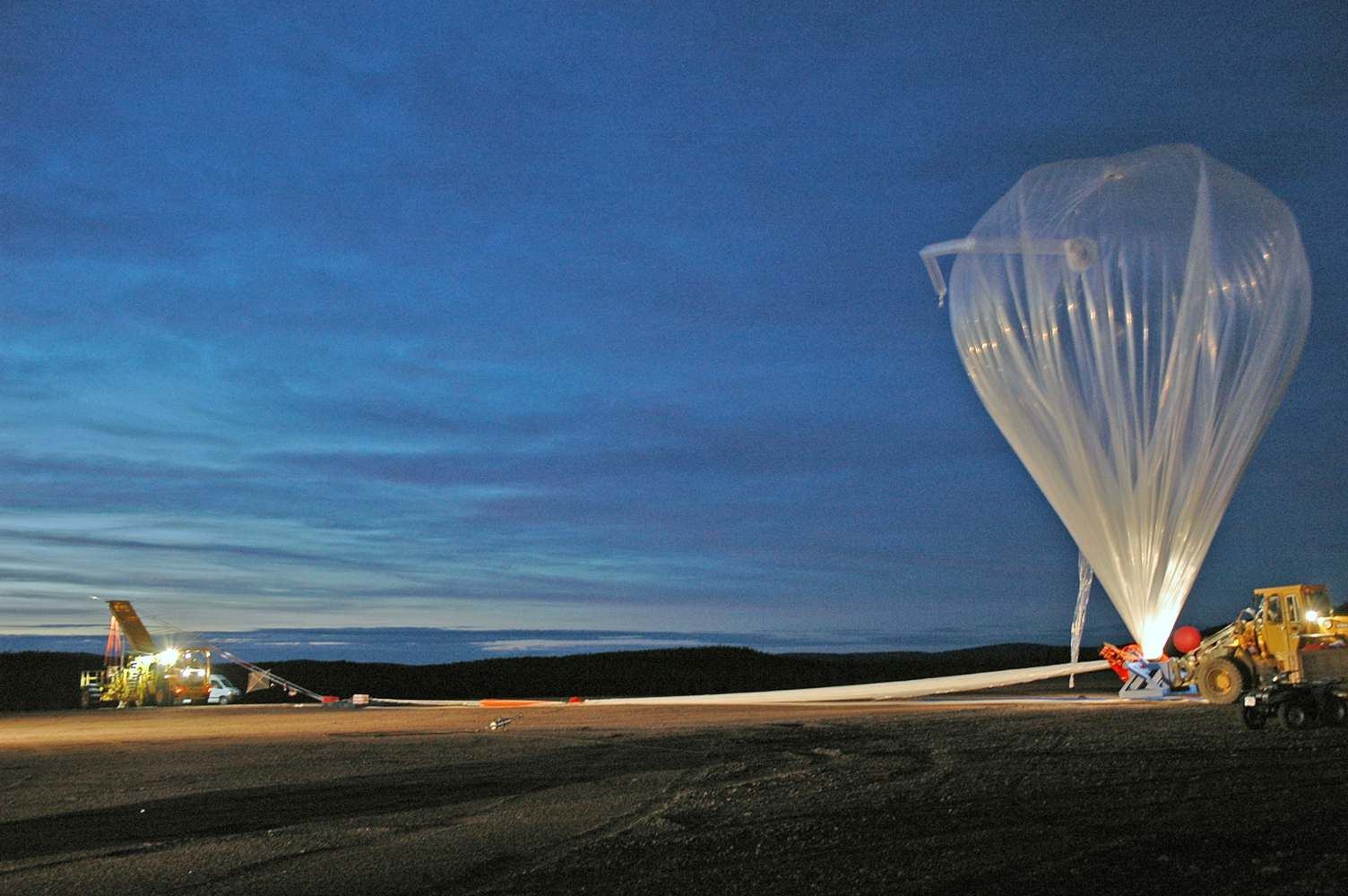
Start des Stratosphärenballons im Rahmen des EU-Projektes CAPANINA mit der optischen Nutzlast STROPEX. Nach einem 1,5-stündigen Aufstieg wurden Daten mit einer Rate von 1,25 Gbps von 22 km Höhe übertragen.

Optische Freiraumkommunikation wurde neben rein terrestrischer Anwendung bereits für den Einsatz auf Satelliten erprobt.

### Optische Inter-Satelliten-Verbindungen
- Artemis-Spot-4 (50 Mbps, Artemis seit 2001)
- Artemis-OICETS (50 Mbps)
- TerraSAR-X (Start 2007, 5,6 Gbps)

### Downlinks von Satelliten
- Artemis – ESA-OGS (50 Mbps), Teneriffa, Spanien
- OICETS – DLR-OGS (50 Mbps), Oberpfaffenhofen, Deutschland
- OICETS – NICT-OGS (50 Mbps), Japan